# Löwenpudel

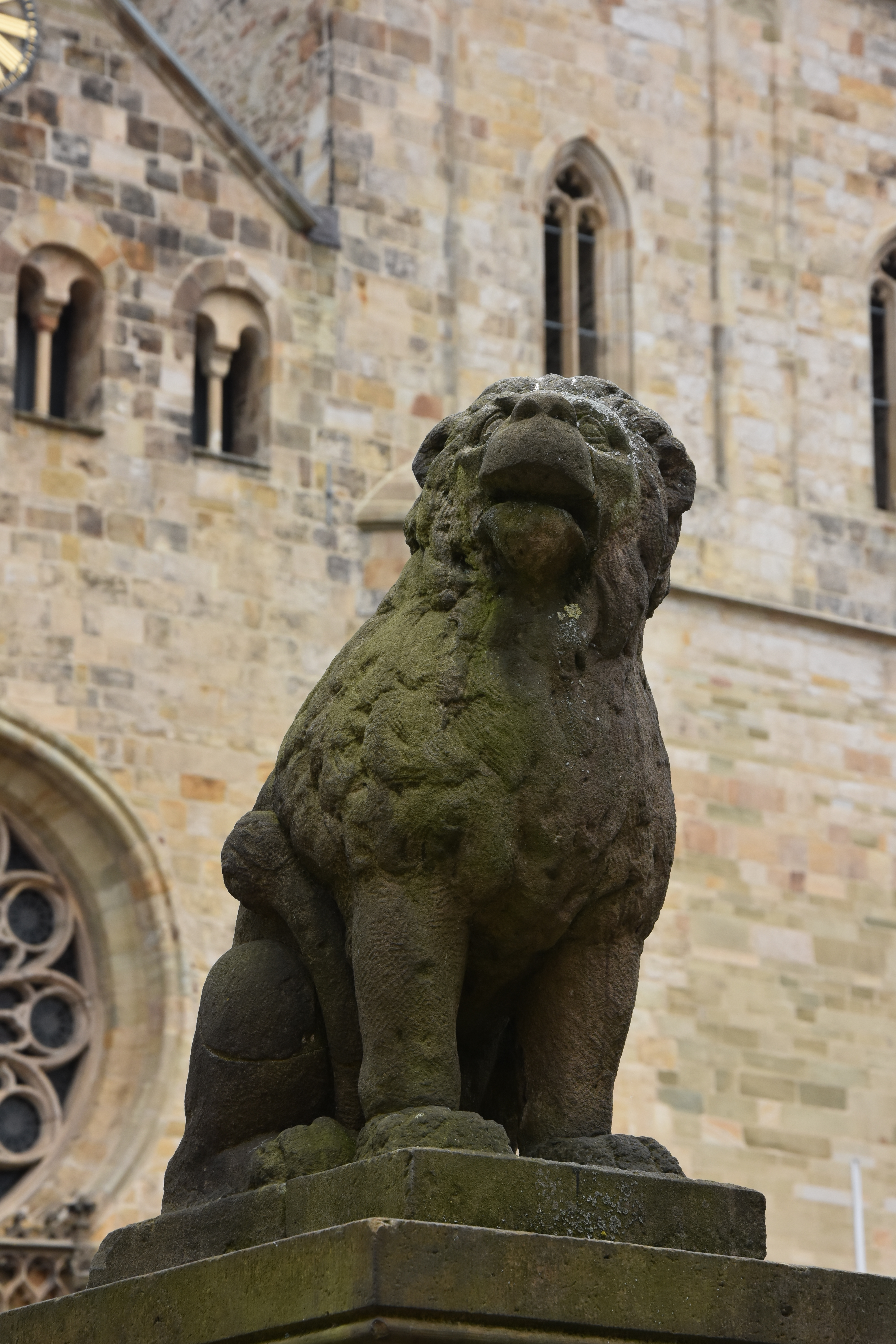
Der Löwenpudel vor dem Osnabrücker Dom

Der Löwenpudel ist ein Standbild vor dem Dom St. Peter in der niedersächsischen Stadt Osnabrück. Es zeigt einen auf einem übermannsgroßen Postament sitzenden Löwen, der einem Pudel ähnlich sieht.
Durch Witterungseinflüsse stark geschädigt, steht seit 1925 eine Nachbildung auf dem Sockel, die der Bildhauer Lukas Memken (1860–1934) schuf. Der frühere Stein befindet sich im kulturhistorischen Museum der Stadt, wobei auch dieser vermutlich nicht das Original war.

## Hintergrund
Möglicherweise handelt es sich bei dem Standbild um ein Rechtsaltertum – ein Zeichen der Gerichtsbarkeit, wie es auch auf Siegeln Verwendung fand. Es wurde der Stadt von Herzog Heinrich dem Löwen verliehen. Der Löwenpudel sieht dabei dem Braunschweiger Löwen ähnlich, wobei allerdings keine Verbindungen festgestellt werden konnten.
Wann das Monument den Namen Löwenpudel erhielt, ist unbekannt und wird auch nicht durch die bildhafte Sage beantwortet, die sich schon deswegen nicht so zugetragen haben kann, weil die Pudelzucht in Deutschland erst im 19. Jahrhundert begann. In mittelalterlichen Urkunden wird diese Bezeichnung auch nie verwendet; das Monument heißt stets Der steinerne Löwe oder Löwenstein. Seine erste Erwähnung stammt aus dem Jahr 1331.

## Standort und Alter

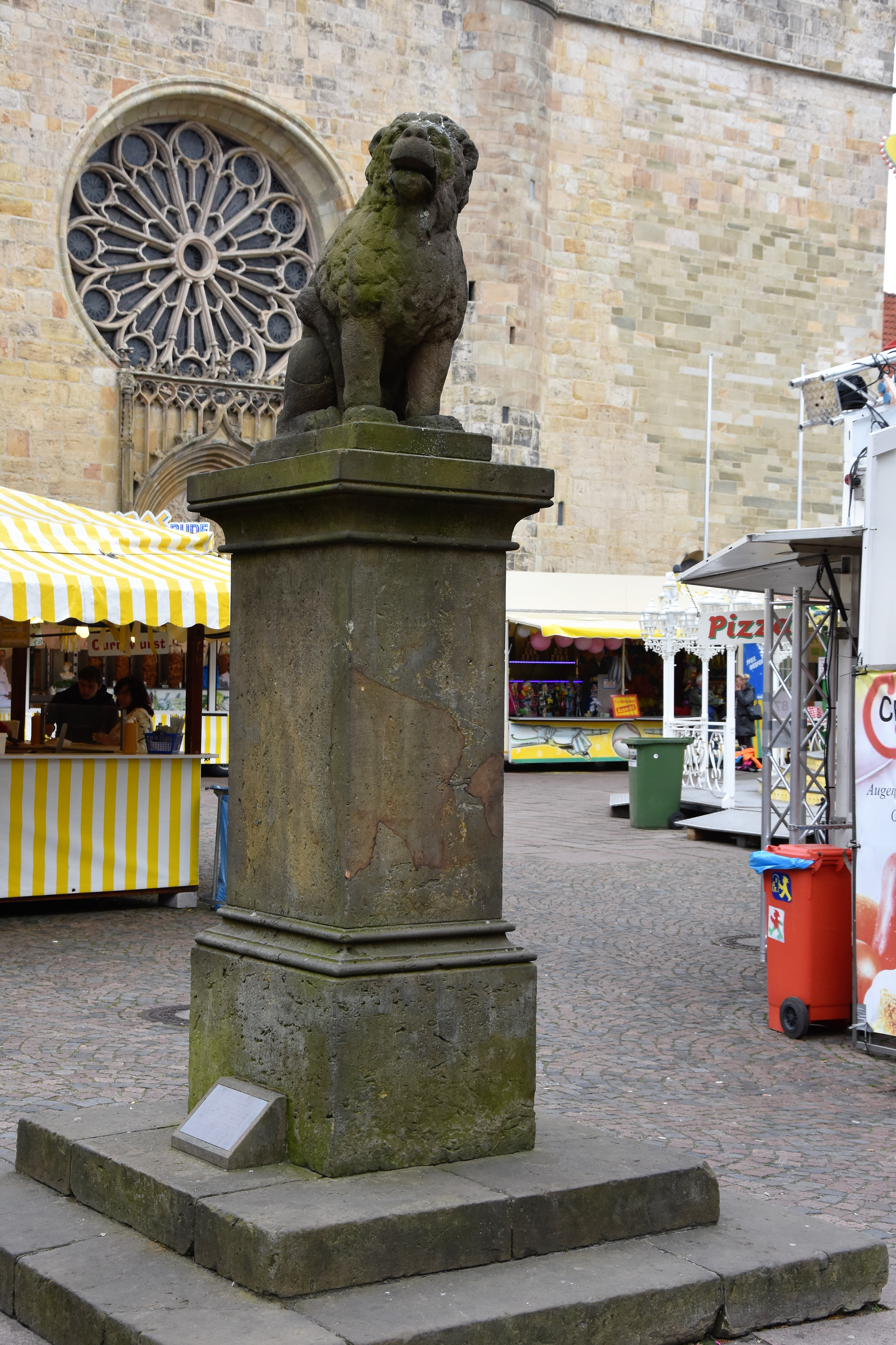
Löwenpudel auf der Stele während der Maiwoche 2016

Das Monument steht gegenüber der zweitürmigen Westfassade des Doms, nahe der Südseite der bischöflichen Kanzlei und genau in der Nordwestecke des Domhofs.
In älterer Zeit lag dort der Hauptzugang zur stark befestigten Domburg, wo sich auch das Gogericht befunden haben soll, das 1171 erstmals erwähnt wurde. Als die starken Mauern der Domburg aufgegeben wurden, weil die Stadtbefestigung den Dombereich einbezog, entstand dort, wo sich heute die Kanzlei befindet, die Martinskapelle. Sie wird erstmals 1217 in Geschichtsquellen erwähnt. Zu diesen Zeiten wird die Löwenstatue noch nicht erwähnt, sondern erstmals 1331. Ob das Monument in enger Verbindung zum Gogericht stand, vielleicht sogar dessen Wahrzeichen war, ob es auf die Vogtei und die Gerichtsbarkeit Heinrichs des Löwen (in dessen Besitz die Vogtei 1170 war) hinwies, bleibt wie sein genaues Alter ungewiss. 
1925 wurde ein Wettbewerb für die Erstellung einer Kopie des Löwenpudels ausgeschrieben, den der Osnabrücker Bildhauer Lukas Memken gewann. Er schuf den neuen Löwenpudel aus Ibbenbürener Sandstein, dieser wurde am 3. November 1925 auf die Stele vor dem Dom aufgesetzt.
Es kann aber davon ausgegangen werden, dass das 1925 durch eine Kopie ersetzte Standbild nicht das Original war und der Löwenpudel weitere Vorgänger hatte. Wind und Regen ausgesetzte Steinplastiken überdauern nur wenige Jahrhunderte.

## Sage
Nach der volkstümlichen Sage war Karl der Große erzürnt über die Osnabrücker, als er erfuhr, dass die Bürger während seiner Abwesenheit wieder Kontakte zu Wittekind und den heidnischen Sachsen geknüpft hatten. Karl tat den Schwur, die Stadt züchtigen zu wollen, indem er dem ersten Lebewesen, das ihm bei seinem Einzug in Osnabrück entgegenkäme, den Kopf abschlagen würde.
Als Karl in die Stadt einzog, getraute sich nur seine Schwester, die mit einem christlichen Sachsen verheiratet war, ihm mit der Absicht entgegenzutreten, um Gnade für die Bürger zu bitten. Karl sah sie kommen und flehte zum Himmel, er möge ihn aus dieser schrecklichen Lage befreien. Tatsächlich sprang plötzlich der Lieblingshund seiner Schwester, ein Pudel, heran und leckte dem König die Hand. Karl tötete ihn und erfüllte somit seinen Schwur, ohne einem Menschen das Leben zu nehmen. Die dankbaren Bürger ließen das Bild des Hundes in Stein hauen und auf dem Domhof aufstellen. Sie nannten ihn den Löwenpudel.